# L'Homme de l'Ouest
Pour plus de détails, voir Fiche technique et Distribution.
L'Homme de l'Ouest (Man of the West) est un film américain réalisé par Anthony Mann, sorti en 1958.

## Synopsis
Link Jones arrive dans la petite ville de Cross Cut (Texas). Il est visiblement mal à l'aise dans la ville et effrayé par le train à vapeur. Il déclare venir d'un village isolé et inconnu. Quand le shérif local l'interpelle à la gare, il se présente sous un faux nom. Dans le train, Link Jones intrigue un voyageur un peu roublard (Sam Beasley, joueur professionnel) qui l'entreprend. Link lui raconte qu'il va à Fort Worth pour recruter une institutrice pour son village et lui laisse entendre qu'il a avec lui le fruit d'une collecte d'argent des habitants pour offrir d'avance un an de rémunération à l'institutrice.
Sam Beasley lui présente alors Billie Ellis, une ravissante chanteuse de saloon qui voyage avec eux, en la faisant passer pour institutrice, Link se montre courtois mais réservé. Le train fait une halte pour charger le bois nécessaire à la locomotive et les passagers sont réquisitionnés pour aider. C'est ce moment qu'a choisi un groupe de hors-la-loi pour lancer une attaque sur le train et essayer de s'emparer de l'argent qu'il transporte.
Mais l'attaque est repoussée, le train repart à toute vapeur. Cependant, tous les passagers n'ont pas eu le temps d'y remonter : restent sur la voie Link, Sam Beasley et la chanteuse.
Billie fait contre mauvaise fortune bon cœur, alors que le joueur pleurniche avec une cheville foulée. Ils se trouvent isolés en pleine nature, le prochain train passera dans une semaine et ils doivent chercher un refuge avant la nuit. Link les dirige jusqu'à une ferme isolée qu'il connaissait et qui semble abandonnée. Link s'approche  en éclaireur. Les hommes qui lui ouvrent sont ceux qui ont tenté l'attaque du train. La situation est assez tendue, mais la maison est familière à Link, comme la voix du vieux chef de bande. Ce dernier, Dock Tobin, reconnaît son neveu Link, jadis son associé dans le crime, et qui un jour s'est enfui de la bande de Dock pour vivre honnêtement. Le vieil homme se persuade que Link est revenu pour lui. Pour rester en vie, et préserver celle de ses deux compagnons d'infortune, Link n'a d'autre choix que de le lui faire croire, tout en sachant que les autres membres de la bande ne sont pas dupes. Il accepte de participer à l'attaque de la banque de la mine d'or de Lassoo, le vieux rêve de Dock Tobin.

## Fiche technique
- Titre original : Man of the West
- Titre français : L'Homme de l'Ouest
- Réalisation : Anthony Mann
- Scénario : Reginald Rose d'après le roman The Border Jumpers publié en 1955 par Clarence Scott Boyles junior.(1905-1995) sous le pseudonyme de Will C. Brown
- Direction artistique : Hilyard M. Brown
- Décors : Edward G. Boyle
- Costumes : Yvonne Wood
- Photographie : Ernest Haller
- Son : Jack Solomon
- Montage : Richard Heermance
- Musique : Leigh Harline
- Production : Walter Mirisch
- Société de production : Ashton Productions et Walter Mirisch Productions
- Société de distribution : United Artists
- Pays d'origine :  États-Unis
- Langue originale : anglais
- Format : Couleurs (DeLuxe (en)) - 2,35:1 (Cinémascope) - 35 mm - Son Mono (Westrex Recording System)
- Genre : Western
- Durée : 100 minutes
- Dates de sortie :
  - États-Unis : 1er octobre 1958
  - France : 26 décembre 1958

## Distribution
- Gary Cooper (VF : Jean Martinelli) : Link Jones
- Julie London (VF : Raymonde Devarennes) : Billie Ellis
- Lee J. Cobb (VF : Jean Toulout) : Dock Tobin
- Arthur O'Connell (VF : Jean-Henri Chambois) : Sam Beasley
- Jack Lord (VF : Serge Sauvion) : Coaley
- John Dehner (VF : Marcel Bozzuffi) : Claude Tobin
- Royal Dano : Trout, le muet
- Robert J. Wilke (VF : André Valmy) : Ponch

Acteurs non crédités
- Dick Elliott : Willie
- Frank Ferguson : le marshal de Crosscut
- Tom London : Tom
- Tina Menard (VF : Lita Recio) : Juanita
- Emory Parnell (VF : Paul Bonifas) : Henry
- Chuck Roberson (VF : Claude Bertrand) : le garde du train
- Jack Williams : Alcutt

Cascades
Jack N. Young

## Chanson du film
Man of the West : paroles et musique de Bobby Troup, interprétée par Julie London

## Autour du film
- Gary Cooper, épuisé par le cancer qui va le tuer trois ans plus tard, à soixante ans, renforce son image stoïque. Son personnage, Link, l’ancien hors-la-loi, répugne à retomber dans la violence, mais il rechute. Ainsi, dans les scènes de lutte avec ses cousins de la bande, des hommes plus jeunes et plus forts que lui : Coaley, qu’il hésite cependant à étrangler après l’avoir assommé, et dont il arrache les vêtements pour venger Billie – et Claude, qu’il tue au revolver sous le porche de la banque abandonnée, alors qu’ils ont tous les deux roulé au sol.
- Scènes osées pour le genre et la mentalité de l’époque (le western spaghetti est encore loin) : le strip-tease forcé de Billie, dans la ferme, à la lueur des lampes à pétrole, sous la menace des mauvais garçons (et le matin suivant, quand Sam, le joueur efféminé, se plaint à Link de ce que les bandits lui ont fait pendant la nuit, Link lui lance : « Tais-toi ! ») - la dénudation de Coaley par Link, après leur pugilat – la découverte par Link de Billie, stuporeuse et demi-nue dans le wagon : Dock, resté seul avec elle, a assommé la chanteuse de saloon puis a abusé d’elle.
- Réception : à sa sortie, le film est largement ignoré par les critiques américains, mais Jean-Luc Godard déclare qu’il est le meilleur film de l’année[1]. Dans les décennies suivantes, L'Homme de l'Ouest devient un film culte : ainsi Derek Malcolm du Guardian pense qu’il est le meilleur film de Mann[2], qui a pourtant à son actif d'autres westerns célèbres (dont cinq avec James Stewart comme acteur principal).
- Anthony Mann change ici de « héros » pour son nouveau western : Gary Cooper succède à son interprète fétiche, James Stewart, que Mann a fait tourner à huit reprises pour notamment cinq westerns.
- À l'époque du film, Julie London, actrice en vue dans les années 1940 et 1950, voit sa carrière de chanteuse décoller avec un répertoire de variété flirtant avec le jazz.
- Jack Lord deviendra célèbre grâce à son rôle du commissaire Mc Garrett dans la série télévisée Hawaï police d'État.
- Lee J. Cobb est le troisième juré dans Douze Hommes en colère de Sidney Lumet en 1957, d'après la pièce créée par le scénariste de L'Homme de l'Ouest, Reginald Rose.
- Deux des interprètes de L'Homme de l'Ouest joueront dans la série télévisée Les Mystères de l'Ouest : Arthur O'Connell et John Dehner.

## Critiques
Dans Les Maîtres du mystère diffusé sur France Inter, Roger Régent note lors de la sortie du film en 1959 qu'il s'agit d'« un bon film dans un genre où il n'y a plus grand-chose à découvrir ni à inventer. Si l'on n'invente, ni ne découvre rien dans L'Homme de l'Ouest, le metteur en scène Anthony Mann, a remarquablement campé ces personnages et raconté son histoire ». Le journaliste note que « Gary Cooper domine l'interprétation » de son personnage et qu'il est « vraiment irremplaçable ». Quant à celle de Lee J Cobb, il la considère comme « plus conventionnelle ».